# Roveň (Rychnov nad Kněžnou)
Roveň (německy Rowen) je vesnice, část okresního města Rychnov nad Kněžnou. Nachází se asi 4 km na jihovýchod od Rychnova nad Kněžnou. V roce 2009 zde bylo evidováno 84 adres. V roce 2001 zde trvale žilo 292 obyvatel.
Roveň leží v katastrálním území Roveň u Rychnova nad Kněžnou o rozloze 3,86 km2.
Svůj název obec dostala podle své polohy na rovinatém vrchu, který byl dříve také zván Roveň. Kaple je barokní ze 17. století. Ještě v 19. stol. zde byly pořádány církevní poutě a posvícení i pro sousední Jahodov.

## Galerie

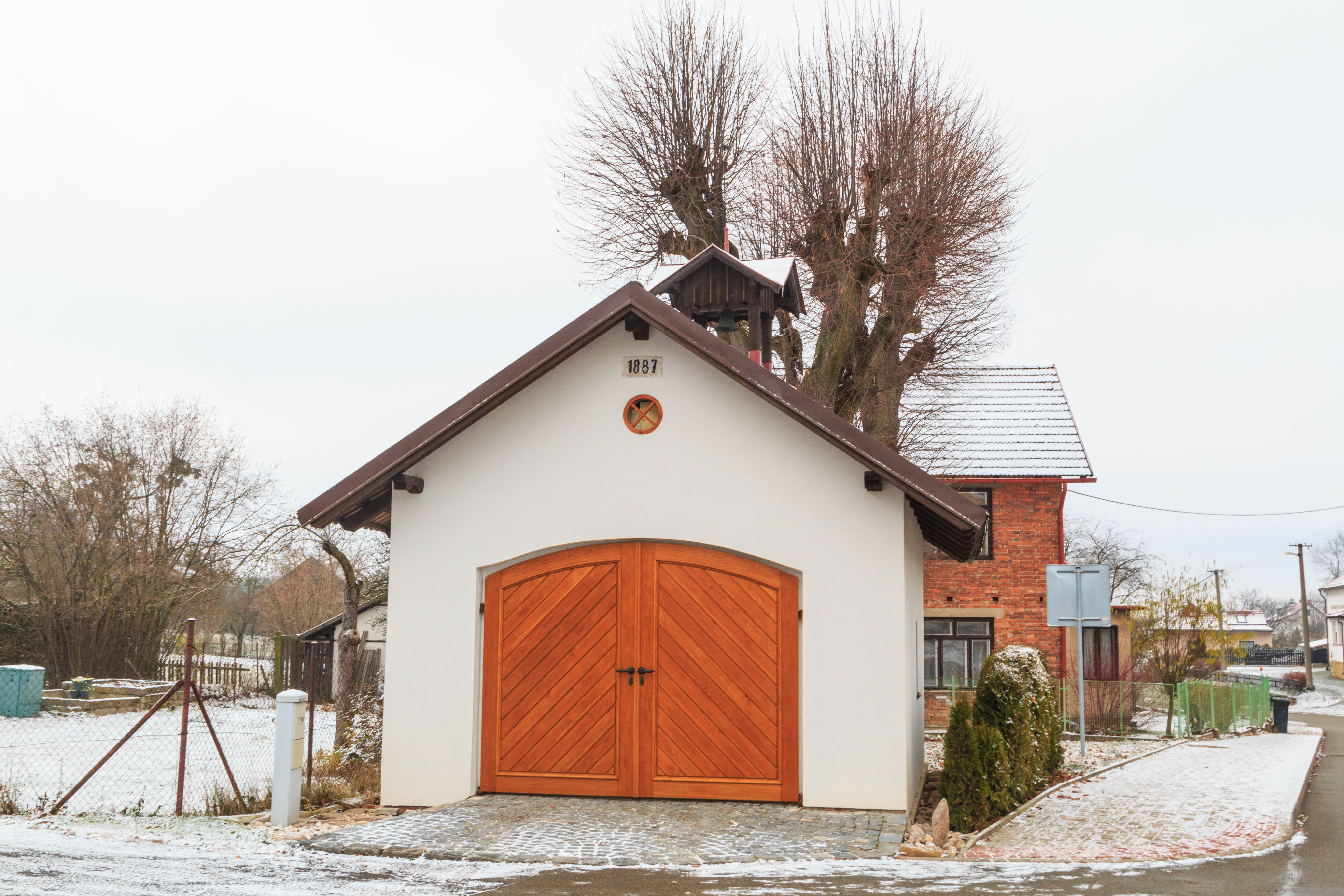
Roveň u Rychnova nad Kněžnou - bývalá hasičská zbrojnice
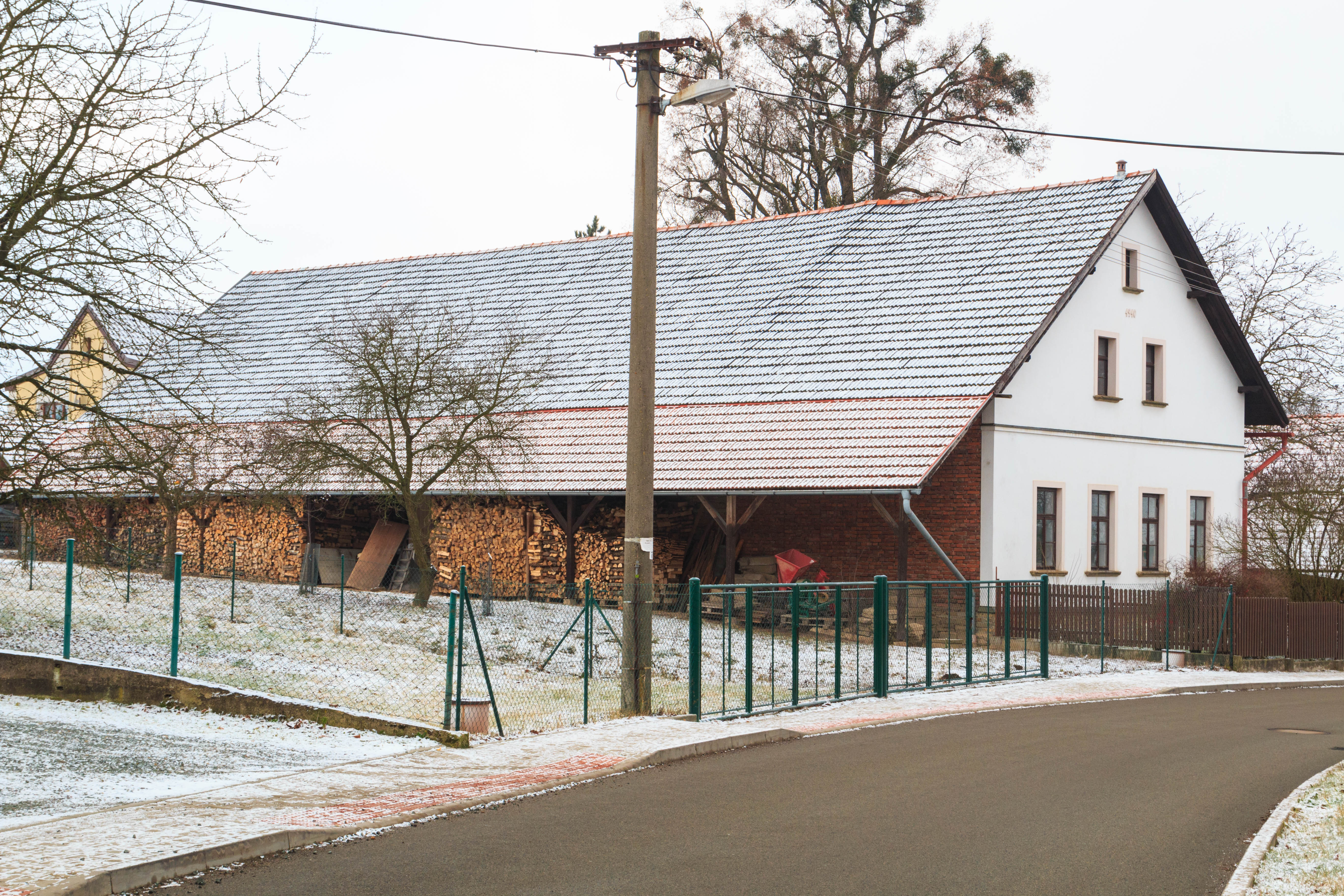
Roveň u Rychnova nad Kněžnou - čp. 53
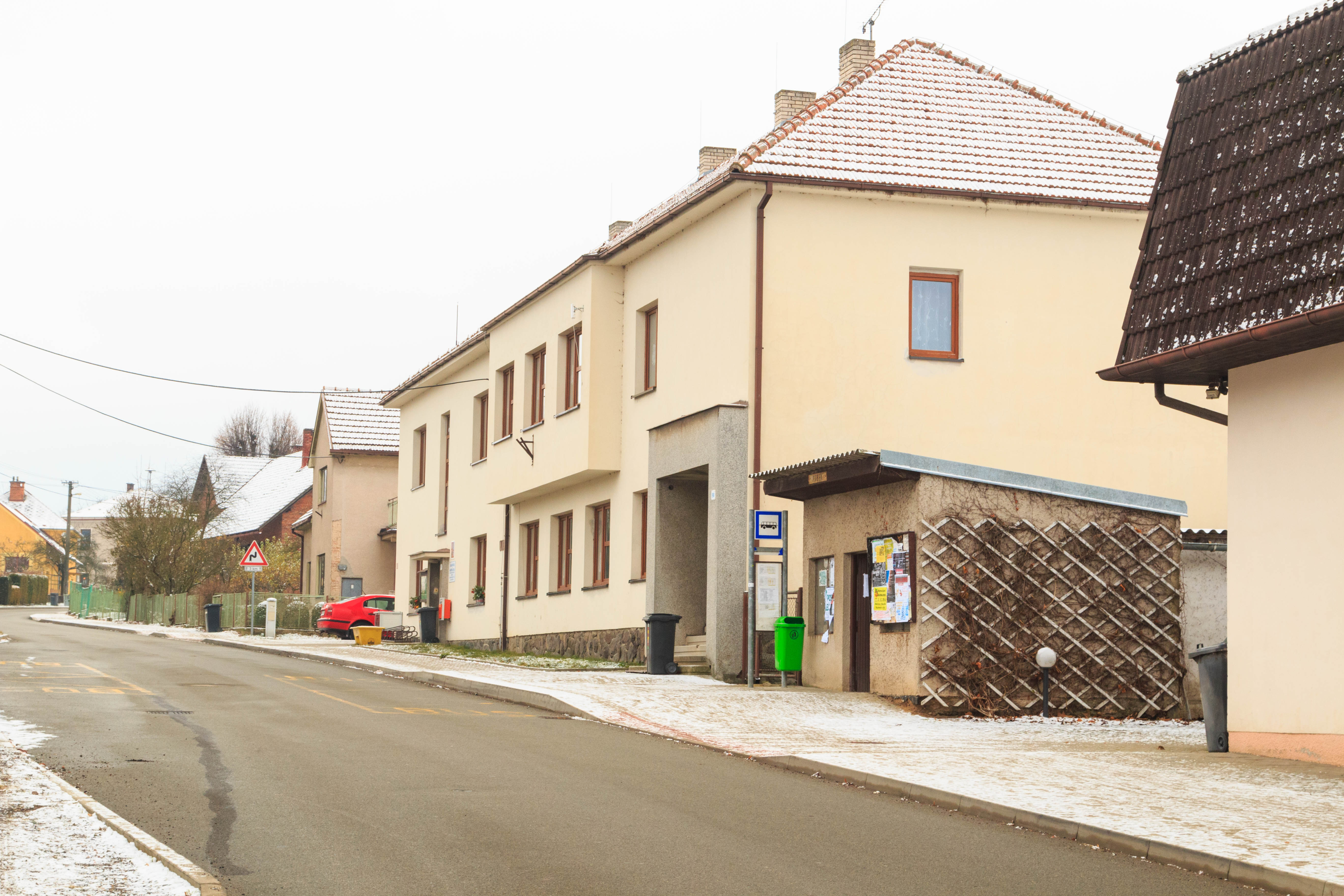
Roveň u Rychnova nad Kněžnou - škola
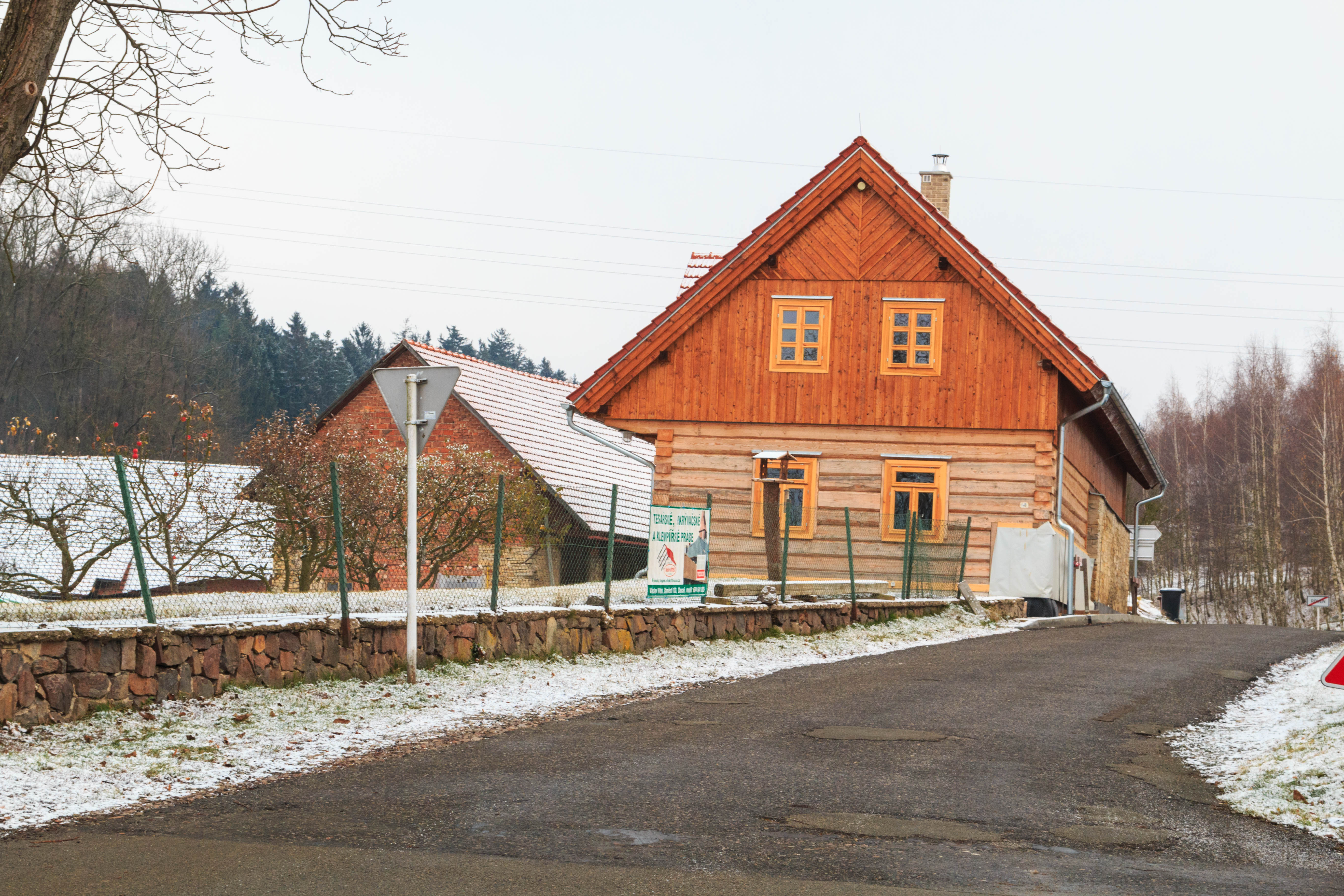
Roveň u Rychnova nad Kněžnou - čp. 48